# Спиноза, Бенедикт
Бенеди́кт Спино́за (лат. Benedictus de Spinoza, исп. Baruj Espinosa — при рождении Бару́х Спино́за, ивр. ברוך שפינוזה‎; 24 ноября 1632, Амстердам, Королевство Нидерланды — 21 февраля 1677, Гаага, Королевство Нидерланды) — нидерландский философ-рационалист и натуралист еврейского происхождения, один из главных представителей философии Нового времени. Большинство работ написано на латинском языке. Считается первым, кто описал рамки мировоззрения пантеизма.
За свободомыслие был отлучён от еврейской общины (1656); жил уединённо, зарабатывая на жизнь шлифовкой оптических стёкол; отклонил приглашение занять кафедру в Гейдельберге.
Видел в математике (геометрии) идеал науки; все положения его системы изложены more geometrico, из аксиом и определений делаются выводы.
Философия Спинозы, имеющая свой источник в Декарте и отражающая на себе влияние древних элеатов и стоиков, представляет сочетание рационализма с пантеистическим мистицизмом. Существует только одна субстанция (Бог), состоящая из бесконечного множества атрибутов. Бог — natura naturans (с лат. — «природа производящая»), то есть внутренняя (имманентная) причина всего сущего; мир — самопознание Божества (natura naturata). В двух атрибутах, в которых Божество познаётся человеком, в протяжённости и мышлении, присутствует тождество, то есть порядок и связь идей тождественны с порядком вещей. Человеческое мышление, на низших своих ступенях недостаточное и подчинённое страстям, может и должно возвыситься до адекватного познания вещей в их божественной необходимости (Sub specie aeternitatis), а это приводит к высшей добродетели, к «интеллектуальной любви к Богу». Счастье заключается в познании, в душевном успокоении, исходящем из созерцания Бога.
В «Теолого-политическом трактате» (1670) защищает свободу научно-критического исследования библейского текста и преданий.

## Биография
Барух де Спиноза родился в семье евреев-сефардов, чьи предки после изгнания из Португалии осели в Амстердаме. Голландия была единственной страной, в которой евреи пользовались относительной свободой вероисповедания, и евреи из Испании, Португалии и других стран, где царила исключительная религиозная нетерпимость, устремлялись в Голландию. В семье Михаэля (Габриэль Алварес) и Ханны Деборы де Спиноза было пятеро детей: Исаак, Ребекка (оба от первого брака Михаэля), Мириам, Барух и Габриэль. Мать очень рано умерла от туберкулёза в 1638 году, когда Баруху было всего 6 лет. Отец вплоть до своей смерти в 1654 году был владельцем преуспевающей семейной фирмы по торговле южными фруктами. Спиноза посещал начальную религиозную школу «Эц Ха́им», где изучал иврит, Тору с комментариями Раши, Талмуд и другую раввинистическую литературу, а также основы еврейского богословия и риторики. Уже там он познакомился с трудами Аверроэса и Аристотеля в средневековой интерпретации Маймонида. Позднее брал уроки латыни. Спиноза говорил на португальском, испанском, нидерландском и немного французском и итальянском языках, владел литературным ивритом; разговорным языком в семье, вероятно, был ладино.
Первыми учителями Спинозы были раввины — хахам и проповедник Исаак Абоаб-да-Фонсека (в дальнейшем, по-видимому, участвовал в деле отлучения Спинозы), Менаше бен Исраэль и Саул Мортейра.

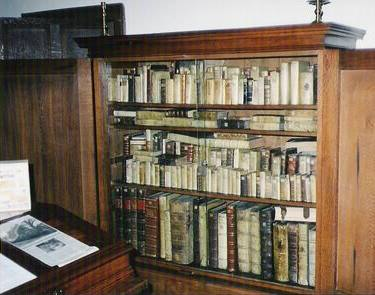
Домашний рабочий кабинет

В это время Спиноза изучил труды таких еврейских философов, как Авраам ибн Эзра и Маймонид, Герсонид, а также был знаком с трактатом «Свет Господа» (Ор Адона́й) Хасдая Крескаса и книгой Puerta del Cielo («Врата небес») религиозного философа Авраама Когена Эрреры. К этим авторам необходимо добавить неоплатоника Иегуду Абрабанеля с его «Диалогами о любви» (Dialoghi d' Amore) и сочинения арабо-мусульманских философов: аль-Фараби, Авиценну и Аверроэса.
После смерти отца Барух и его брат Габриэль приняли управление фирмой на себя. Высказывания Спинозой неортодоксальных взглядов, его сближение с сектантами (коллегианты, течение в протестантизме) и фактический отход от иудаизма вскоре привели к обвинению в ереси и исключению из еврейской общины (херем в 1656 году).

### Латинское имя
В публикациях на латинском языке Спиноза использовал имя Бенедикт (по-латински — «благословенный», буквальный перевод еврейского имени Бару́х). Он продал свою долю в фирме брату и уехал в пригород Амстердама Оверкёрк. Однако вскоре возвратился и (пока ему ещё было разрешено пребывание в Амстердаме) поступил учеником в частный колледж экс-иезуита, «весёлого доктора» ван ден Эндена, где совершенствовал латынь, учил древнегреческий, философию (древнегреческую, средневековую и новую, в том числе Гоббса, Гассенди, Макиавелли, возможно, Джордано Бруно), естественные науки, обучался рисованию и шлифовке оптических стёкол, преподавал иврит. Здесь же познакомился с трудами Рене Декарта, что расширило горизонт его творческой деятельности, но не повлияло на его «истинную веру» (как он высказывался о философских взглядах). Хотя Декарт и жил в Амстердаме длительное время, но, по-видимому, он и Спиноза никогда не встречались, Спиноза был тогда ещё слишком молод.

### Круг друзей
Вокруг Бенедикта оформился кружок преданных ему друзей и учеников — Симон де Фрис (Simon Joosten de Vries), Ярих Еллес (нидерл. Jarig Jelles), Питер Баллинг (Pieter Balling), Лодевейк Мейер, Ян Риувертс (Jan Rieuwertsz), фон Схюллер (von Schuller), Адриан Курбах, Йоханнес Курбах (Johannes Koerbagh), Йоханнес Бауместер (Johannes Bouwmeester).

### Угроза суда
В 1660 году Амстердамская синагога официально просила муниципальные власти осудить Спинозу как «угрозу благочестию и морали», и последний был вынужден покинуть Амстердам, поселившись в Рейнсбурге (в то время центре коллегиантов) — деревне близ Лейдена. Шлифовка линз давала ему доход, достаточный для жизни. Здесь он написал «Краткий трактат о Боге, человеке и его счастье», «Трактат об усовершенствовании разума», бо́льшую часть «Основ философии Декарта» и первую книгу «Этики». Время от времени к нему наведывались студенты из близлежащего Лейдена. В 1661 Спинозу посетил один из председателей Лондонского королевского научного общества Генри Ольденбург, переписка с которым длилась затем многие годы.

### Ворбюрг
В июне 1663 году Спиноза переехал в Ворбюрг, близ Гааги, где познакомился с физиком и математиком Христианом Гюйгенсом, филологом Фоссом. В 1664 году опубликовал в Гааге «Основы философии Декарта» (единственное сочинение, изданное под собственным именем Спинозы при его жизни) вместе с «Метафизическими размышлениями». Опубликованный анонимно в Амстердаме «Теолого-политический трактат» (1670) создал прочное мнение[кого?] о Спинозе как атеисте. От серьёзных преследований Спинозу спасало то, что во главе государства стояли братья де Витт, благосклонно относившиеся к философу (Ян де Витт был картезианцем). Параллельно с трактатом (и во многом для него) он написал «Еврейскую грамматику».

Памятник Б. Спинозе в Амстердаме

### Гаага
В мае 1670 года Спиноза переехал в Гаагу (с 1671 года жил в доме на канале Павильюнсграхт (Paviljoensgracht); сейчас этот дом носит латинское название Domus Spinozana), где оставался вплоть до своей смерти.
В 1673 году Спиноза отказался от приглашения пфальцского курфюрста занять кафедру философии в Гейдельбергском университете, аргументируя это боязнью потерять свободу в высказывании мыслей.
В 1675 году он закончил «Этику» — труд, который в систематизированной форме содержит все основные положения его философии, но после того как в 1672 году братья де Витт в результате государственного переворота потеряли власть и были убиты, он не решился опубликовать его, хотя рукописные копии ходили в кругу ближайших друзей. В 1675 году Спиноза познакомился с немецким математиком Эренфридом фон Чирнгаусом, а в 1676 году остановившийся в Гааге Готфрид Лейбниц несколько раз посетил Спинозу.
Умер Спиноза 21 февраля 1677 года от туберкулёза (болезнь, которой он страдал в течение 20 лет, невольно усугубляя её вдыханием стекло-абразивной микропыли при шлифовке оптических линз и курением, табак считался тогда лечебным средством), ему было всего 44 года. Тело сначала похоронили 25 февраля, но вскоре перезахоронили в общей могиле.

### Наследство
После составления описи имущества (которое включало 161 книгу) оно было распродано, часть документов (в том числе и часть переписки) уничтожили. В соответствии с желанием Спинозы, его произведения в том же году были опубликованы в Амстердаме Rieuwertsz с предисловием Еллеса без обозначения места издания и имени автора под названием (лат. B. d. S. Opera Posthuma), в 1678 году в нидерландском переводе (Nagelate Schriften).
В том же 1678 году все произведения Спинозы запрещаются[прояснить].

## Философия

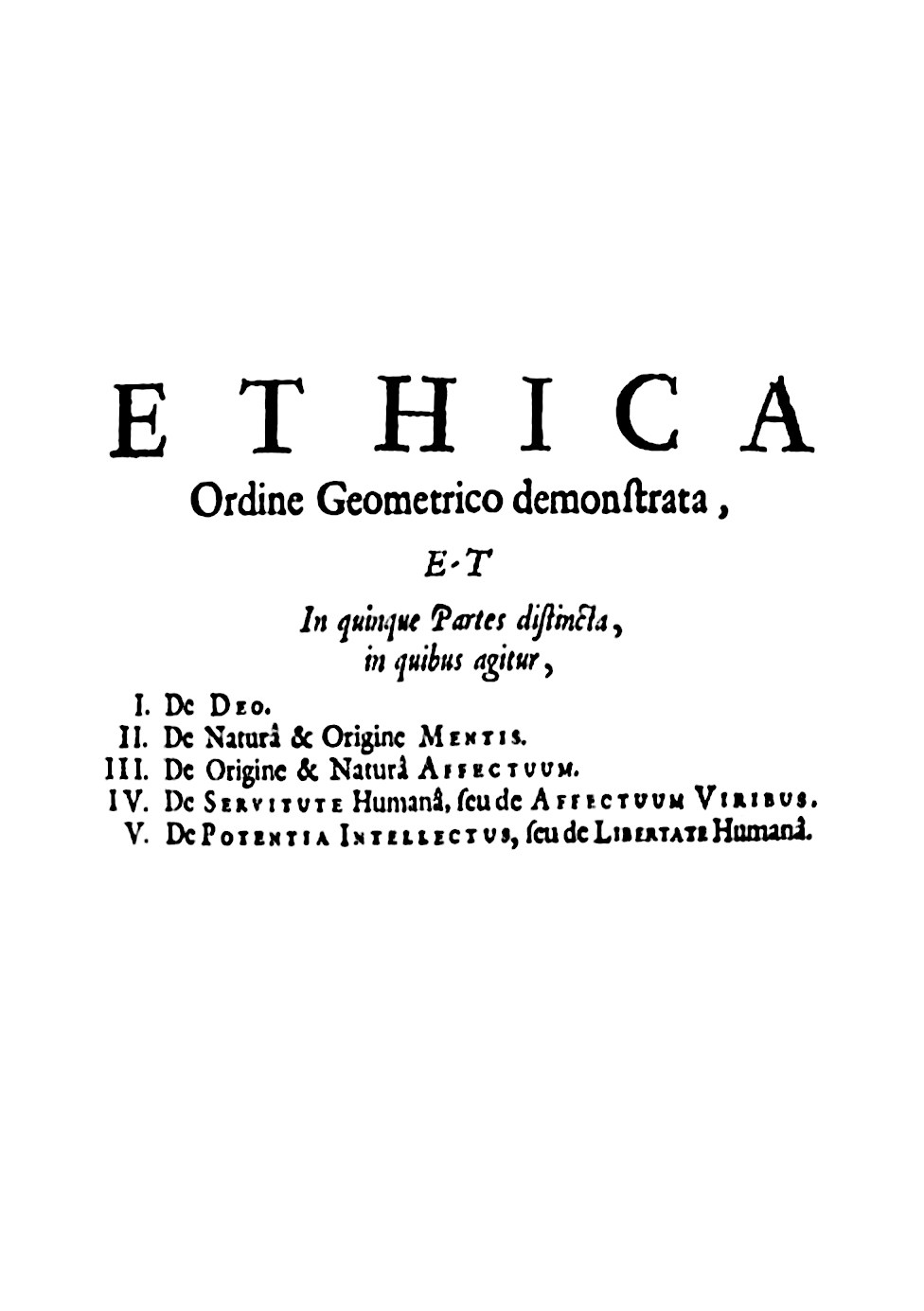
Титульный лист монографии «Этика»

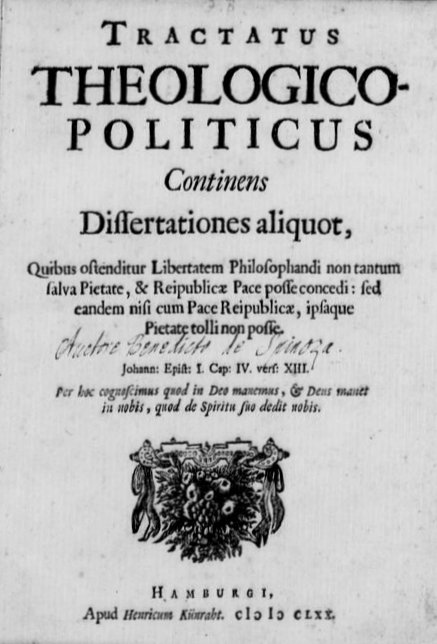
«Богословско-политический трактат»

В «Этике», основном своём произведении, Спиноза строит метафизику по аналогии с логикой, что предполагает:
1. Задание алфавита (определение базовых терминов).
2. Формулировку логических законов (аксиом).
3. Вывод всех остальных положений (теорем) путём логических выводов.

Такая последовательность обеспечивает истинность выводов в случае истинности аксиом.

## Метафизика
Целью метафизики для Спинозы было достижение человеком душевного равновесия, довольства и радости. Он считал, что эта цель может быть достигнута лишь с помощью познания человеком своей природы и своего места во вселенной. А это, в свою очередь, требует познания природы самой реальности. Поэтому Спиноза обращается к исследованию бытия как такового. Это исследование приводит к первичному как с онтологической, так и с логической точки зрения бытию, к бесконечной субстанции, которая есть причина самой себя (causa sui).

### Субстанция
Субстанция у Спинозы, — то, что «существует само по себе и представляется само через себя». Субстанция (она же «природа», она же «бог» и дух — Deus sive Natura) существует только одна, то есть она есть всё существующее. Таким образом, Бог Спинозы не является личностным существом в традиционном религиозном понимании: «в природе Бога не имеют места ни ум, ни воля». Субстанция бесконечна в пространстве и вечна во времени. Субстанция, по определению, неделима: делимость — лишь видимость конечных вещей. Субстанция — это мир или природа в самом общем смысле. Субстанция одна, так как две субстанции ограничивали бы друг друга, что несовместимо с бесконечностью, присущей субстанции. Любая «конечная» вещь (конкретный человек, цветок, камень) является ограниченной частью этой бесконечной субстанции, её модификацией, её модусом, её проявлением.
Таким образом Этика стала вызовом представлению о том, что Бог и природа существуют по отдельности . Существует мнение, что «Этика» Спинозы обеспечила современный Запад первой философски обоснованной концепцией мира и Бога, альтернативой, принятой иудаизмом,
христианством и исламом. Это положение Спинозы направлено, в частности, против Декарта, утверждавшего существование сотворённых субстанций наряду с субстанцией их творца. «Сотворённые субстанции» Декарта — протяжённая и мыслящая — превращаются у Спинозы в атрибуты единой субстанции.
Согласно Спинозе, субстанция обладает бесконечным числом атрибутов, однако человеку известны лишь два из них — протяжение (протяжённость) и мышление. Атрибуты можно трактовать как реальные действующие силы субстанции, которую Спиноза называет Богом. Бог — единая причина, проявляющаяся в различных силах, выражающих его сущность. Такая трактовка сближает отношение Бога-субстанции к атрибутам с отношением трансцендентного божества (см. Эн-соф) к его эманациям (см. Сфирот) в каббале. Парадокс отношения бесконечного божества к внебожественному миру преодолевается в каббале с помощью понятия самоограничения Бога (цимцум).

### Атрибут
Атрибут — то, что составляет сущность субстанции, её фундаментальное свойство. Нам известно только два атрибута — «протяжение» (протяжённость) и «мышление», хотя их может быть бесконечное количество. Атрибуты совершенно независимы, то есть не могут влиять друг на друга. Однако как для субстанции в целом, так и для каждой отдельной вещи выраженность существования через атрибут протяжения и мышления согласуются: «Порядок и связь идей те же, что порядок и связь вещей».

#### Протяжение
Протяжение является определяющим признаком тела, к нему через «бесконечный модус движения и покоя» сводятся все «физические» характеристики вещей.

#### Мышление
Однако мир не только протяжён, ему присущ как минимум ещё один атрибут — мышление.
Термином «мышление» Спиноза обозначает бесконечную вещь, являющуюся причиной (Природа Создающая) всего содержания и процессов сознания (Природа Созданная), как в самой себе: ощущения, эмоции, собственно разум и т. п. Субстанцию в целом как вещь мыслящую характеризует «модус бесконечного разума». А так как мышление является атрибутом субстанции, то и любая единичная вещь, то есть любая модификация субстанции, обладает им (сознаёт не только человек, и даже не только «живое»!): все вещи «хотя и в различных степенях, однако же, все одушевлены» (Э:II, сх. к т.13). При этом конкретную модификацию атрибута мышления Спиноза называет идеей.
На уровне человека протяжение (протяжённость) и мышление составляют тело и душу. «Объектом идеи, составляющей человеческую душу, служит тело, иными словами, известный модус протяжения, действующий в действительности (актуально) и ничего более» (Э:II, т.13), поэтому сложность человеческой души соответствует сложности человеческого тела. Естественно (это следует из независимости атрибутов), «ни тело не может определять душу к мышлению, ни душа не может определять тело ни к движению, ни к покою, ни к чему-либо другому» (Э:III, т.2).
Подобное «строение» позволяет объяснить и процесс познания. Тело меняется:
- либо в результате воздействия внешних агентов (других тел),
- либо в силу внутренних причин.

Душа, как идея тела, меняется вместе с ним (или, что то же самое, тело изменяется вместе с душой), то есть она «знает» в соответствии с определённым состоянием тела. Теперь человек чувствует, например, боль, когда тело повреждено и т. п. Душа не имеет никакой проверки полученного знания за исключением механизмов ощущения и реакций тела.

### Причинность

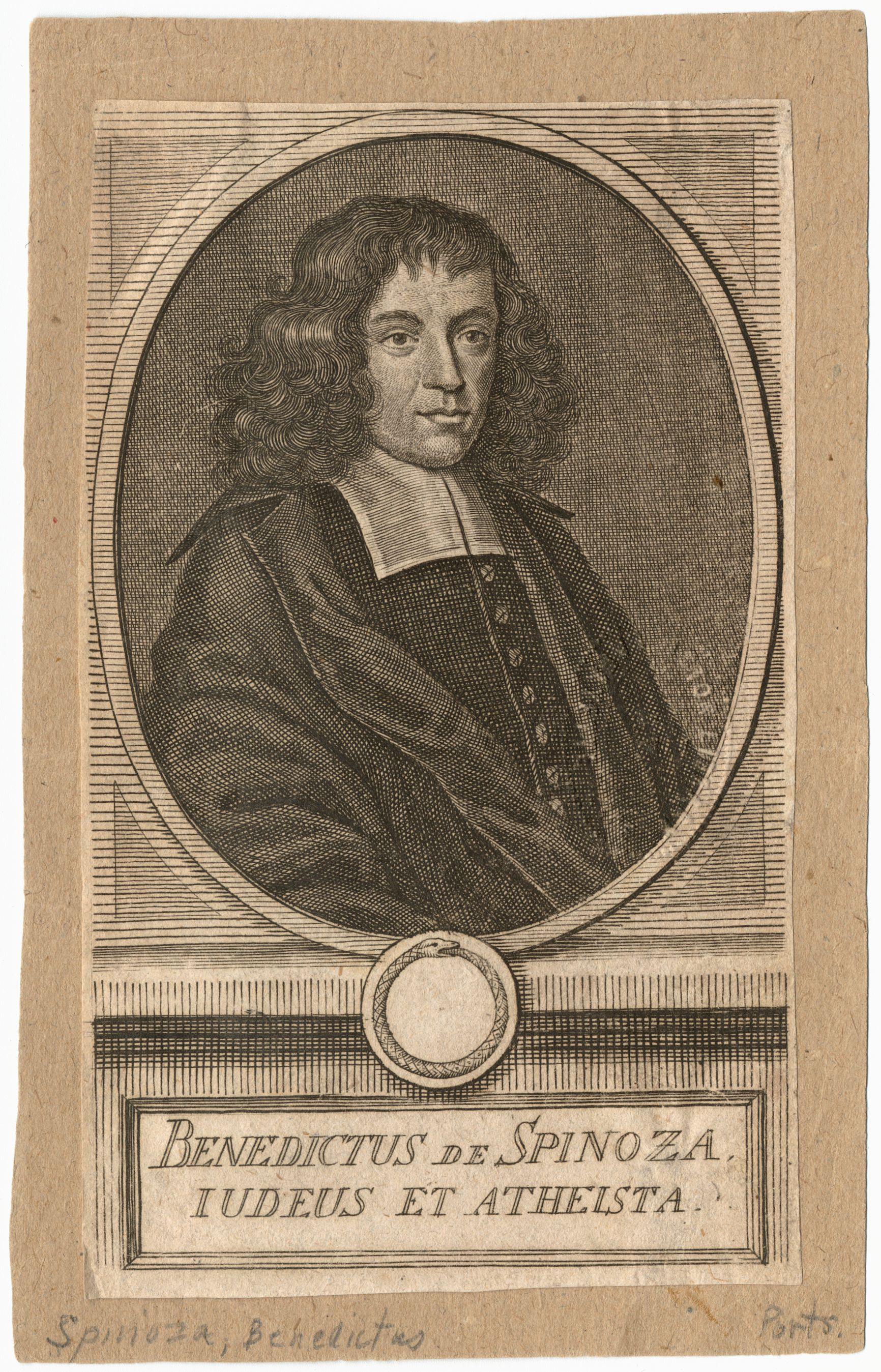
Гравюра на обложке одной из работ Спинозы

Причинность и есть то, что многие называют «волей Бога», поскольку она вечна и неизменна. Всё должно иметь своё причинное объяснение, «nam ex nihilo nihil fit (ибо ничто не происходит из ничего)». Единичные вещи, действуя друг на друга, связаны жёсткой цепью взаимной причинной обусловленности, и в этой цепи не может быть никаких разрывов. Вся природа представляет собой бесконечный ряд причин и следствий, которые в своей совокупности составляют однозначную необходимость, «вещи не могли быть произведены Богом никаким другим образом и ни в каком другом порядке, чем произведены» (Э:I, т.33). Представление о случайности тех или иных явлений возникает лишь потому, что мы рассматриваем эти вещи изолированно, вне связи с другими. «Если бы люди ясно познали порядок Природы, они нашли бы всё так же необходимым, как и всё, чему учит математика»; «законы Бога не таковы, чтобы их можно было нарушить».
На уровне человека (как и на уровне любой другой вещи) это означает полное отсутствие такого явления как «свобода воли». Мнение о свободе воли возникает из мнимого, кажущегося произвола действий людей, «свои действия они осознают, причин же, которыми они определяются, не знают» (Э:III т.2). Поэтому «ребёнок убеждён, что он свободно ищет молока, разгневанный мальчик — что он свободно желает мщения, трус — бегства. Пьяный убеждён, что он по свободному определению души говорит то, что впоследствии трезвый желал бы взять назад» (Э:III, т.2). Свободу Спиноза противопоставляет не необходимости, а принуждению или насилию. «Стремление человека жить, любить и т. п. отнюдь не вынуждено у него силою, и, однако, оно необходимо».
Человеческая свобода есть проявление желания человека действовать в соответствии с порядком и связью вещей. Человеческое рабство есть отсутствие этого желания. Истинно свободной является лишь вещь, являющаяся причиной самой себя, субстанция, Бог, творец. Желание жить в соответствии с порядком и связью вещей и есть любовь к Богу, приносящее человеку спасение, или человеческую меру свободы. Религиозные заповеди (заповеди Моисея) прямо или косвенно могут быть рассмотрены как всё те же вечные законы, или как тот же порядок и связь вещей в природе (Богословско-политический трактат). Понятие причинности призвано главным образом указать на источник счастья и несчастья человека (в меньшей степени ради содействия развития физики). В отношении к свободе человека очень важно понятие о «внешней помощи Бога» и «внутренней помощи Бога». Внешняя — когда порядок и связь вне человека (материальный мир) не вступает в противоречие с желанием человека произвести какое-либо действие (что можно назвать «в соответствии с порядком вещей» независимо от знания); Внутренняя — когда знание содействует человеку произвести действие в согласии с порядком и связью самих вещей. Отсутствие обоих есть человеческое несчастье.

### Аффекты
Аффекты. Под аффектами Спиноза понимал состояния тела и идеи этих состояний, которые увеличивают или уменьшают активность человека. Он выделял три вида аффектов — удовольствие, неудовольствие и желание. Влечение или желание выступает проявлением сущности человеческой природы и стремления к самосохранению.
Помимо пассивных, природных страстей Спиноза выделял аффекты удовольствия и желания, связанные с активным состоянием души, её стремлением к познанию истинных или адекватных идей. Поскольку ограничение способности души к мышлению или познанию вызывает неудовольствие, то познание как проявление активности души связано только с аффектами удовольствия и желания.

Согласно учению Спинозы, человек подвержен аффектам, поскольку он — часть природы. Он не может не подчиняться её порядкам и законам и бессилен перед ними. Естественные желания являются формой рабства. Мы не выбираем, чтобы иметь их. Наше действие не может быть свободно, если оно подчиненно силам вне нас. Рассудок и интуиция (ясное непосредственное постижение) призваны направить намерения человека на любовь к Богу.
«Блаженство заключается в Любви к Богу, которая рождается из познания третьего рода; Любовь относится к душе, поскольку она активна, а следовательно, это сама добродетель. Во-вторых, чем больше душа наслаждается Божественной Любовью, тем больше познает, иными словами, тем сильнее власть над аффектами и тем меньше душа страдает от вредных аффектов. А поскольку человек подавляет аффекты силой интеллекта, то наслаждаются не подавленными страстями, а благодатью.»

### «Философ барокко»
Спинозу иногда называют философом барокко за единство самых разнообразных элементов в его философии. Философия Спинозы сочетает картезианские метафизические и эпистемологические принципы с элементами античного стоицизма, средневекового еврейского рационализма, идеями философов-гуманистов эпохи Возрождения и концепций естествознания его времени.
Некоторые исследователи находили у Спинозы влияние каббалы (иногда для обоснования критики спинозизма). Начало толкованию спинозизма как оккультного учения положил немецкий филолог И. Г. Вахтер. В каббале он усматривал «спинозизм до Спинозы». Сам Спиноза признавал, что знаком с сочинениями каббалистов, но отзывался о них с презрением, как о «пустомелях» (лат. nugatores): «Читал также и, кроме того, знал некоторых болтунов-каббалистов, безумию которых я никогда не мог достаточно надивиться».
В современной историко-философской литературе тема связи Спинозы и мистической еврейской традиции обсуждается сравнительно редко, и идеи Спинозы не ставятся в зависимость от каких-либо оккультных доктрин.

## Политические идеи
В неоконченном «Политическом трактате», написанном незадолго перед смертью, Спиноза писал, что верховная власть не может вмешиваться во внутреннюю жизнь людей и диктовать законы их совести, свободу которой он так же горячо отстаивал, как и свободу мысли и слова.

## Философия Спинозы в России

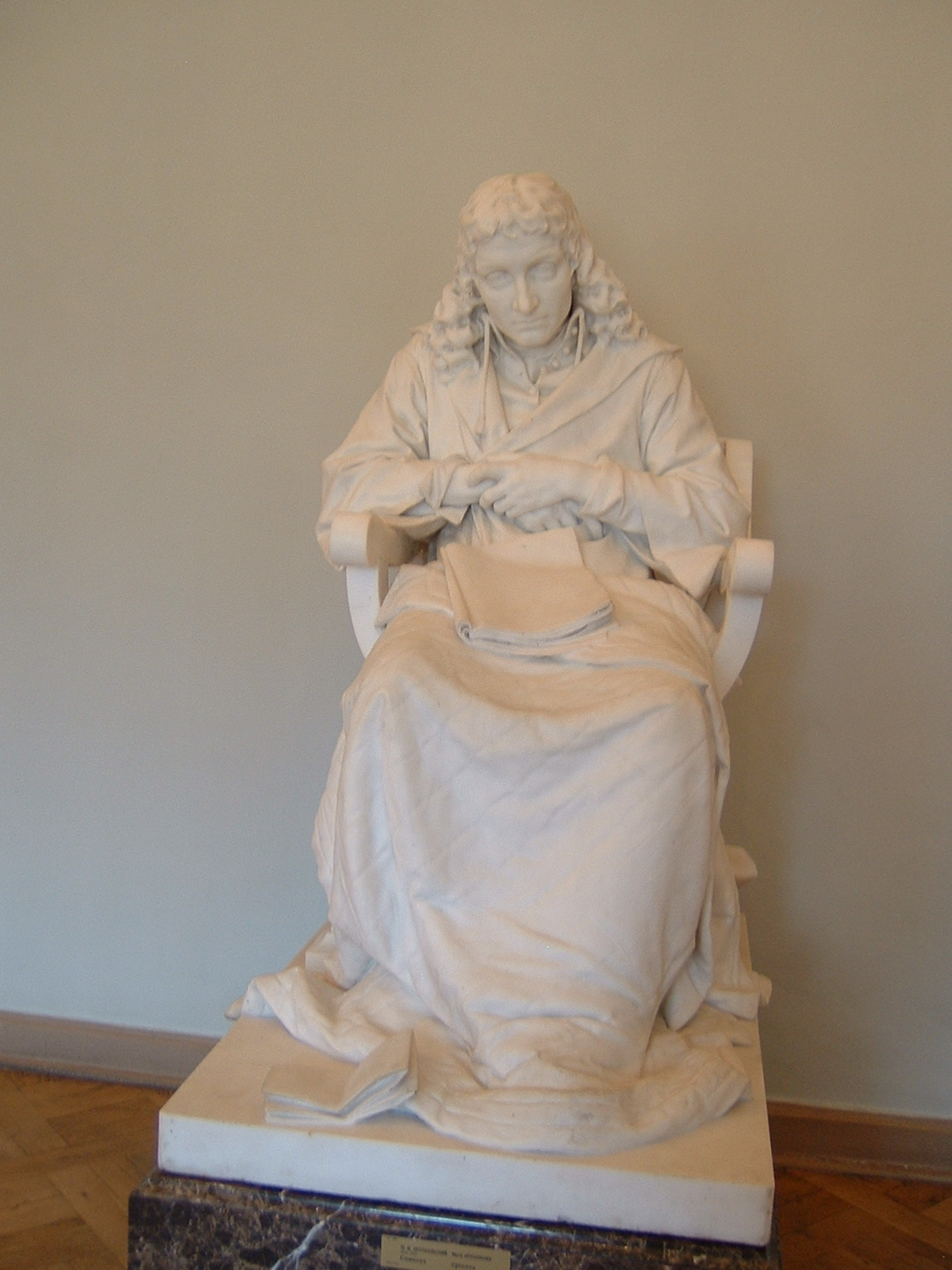
Антокольский М. М. Спиноза Барух (Бенедикт). 1889—1887. Статуя. Мрамор. ГРМ

В 1906 году в Казани Мих. Лопаткиным был сделан перевод «Богословско-политического трактата», который в 1935 году переиздан в Москве под редакцией А. Рановича и общей редакцией Г. С. Тымянского.
В марте 1927 году философской секцией Комакадемии была проведена юбилейная научная сессия «250-летие со дня смерти Спинозы».
Философией Спинозы интересовались и упоминали в своих работах такие отечественные авторы, как Феофан Прокопович, Александр Галич и Николай Надеждин.
Философии Спинозы посвящали свои исследования Н. Н. Страхов, В. С. Соловьёв, А. И. Введенский, Л. М. Лопатин, Н. Я. Грот, Б. Н. Чичерин, В. С. Шилкарский, В. Н. Половцова, С. Л. Франк, Е. Н. Трубецкой, Л. М. Робинсон, С. Н. Булгаков, Л. Шестов, Луначарский А. В. и др.
В настоящее время изучением философии Спинозы в России занимаются Т. А. Дмитриев, Н. В. Мотрошилова, С. В. Кайдаков, К. А. Сергеев, А. Д. Майданский. При этом количество и широта тематики российских спинозоведческих исследований пока уступает зарубежным (начиная с конца 1960-х годов «спинозовский ренессанс» привёл к количественному и качественному росту публикаций на всех основных европейских и мировых языках — английском, испанском, итальянском, немецком и французском).

### Переводчики Спинозы на русский язык
Я. М. Боровский, В. К. Брушлинский, Л. Я. Гуревич, Н. А. Иванцов, В. И. Модестов, М. И. Лопаткин, Г. Полинковский, В. Н. Половцова, А. Б. Ранович, С. М. Роговин, А. И. Рубин, В. В. Соколов, Е. В. Спекторский, Б. В. Чредин

## В культуре
Влияние сочинений Спинозы выходит далеко за пределы философии.
Английская писательница и противница суеверий Джордж Элиот (ум. 1880) сделала собственный перевод «Этики».
Гёте (ум. 1832) называет Спинозу наряду с Уильямом Шекспиром и Карлом Линнеем в числе трёх личностей, оказавших сильнейшее влияние на его жизнь и творчество. «Спинозистская» линия в марксизме прослеживается начиная с самого Маркса и хорошо изучена, — отмечал Александр Тарасов.
Пётр Ильич Чайковский изучал работы Бенедикта Спинозы во второй половине 1870-х годов, когда в его личной жизни и творчестве наметился серьёзный кризис. Советские и современные российские искусствоведы считают, что книги философа серьёзно повлияли на развитие религиозных взглядов композитора.
Большое влияние Спиноза оказал на мировоззрение Альберта Эйнштейна. В телеграмме раввину нью-йоркской синагоги Герберту Гольдштейну Эйнштейн пишет: «Я верю в Бога Спинозы, который проявляет себя в упорядоченной гармонии сущего, но не в бога, который интересуется судьбами и поступками человеческих существ».
В ходе полемики с Нильсом Бором Эйнштейн апеллировал к авторитету «старика Спинозы», а за год до своей смерти написал предисловие к изданию словаря терминов Спинозы (Spinoza dictionary. Ed. by D. D. Runes. With foreword by A. Einstein. N. Y.: Philosophical Library, 1951).
Американский психиатр и писатель Ирвин Ялом в книге «Проблема Спинозы» (2012) описывает вымышленную историю жизни, в основе которой лежат реальные биографические данные Спинозы, при этом параллельно в книге разворачиваются события первой половины XX века в Германии, где по сюжету философия Спинозы также играет определённую роль.
Сравнительно широко известен принадлежащий (но, возможно, и приписываемый) Спинозе афоризм — «Невежество это не аргумент».

## Память

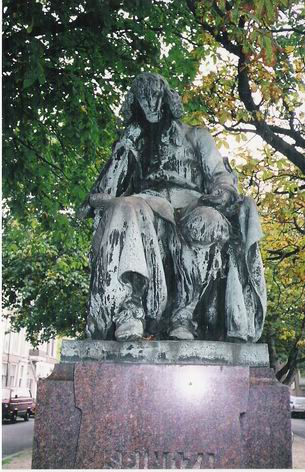
Памятник Спинозе недалеко от его дома в Гааге

Спиноза — важная историческая личность на родине в Нидерландах, самая престижная премия в области науки названа в его честь — Премия Спинозы. С пометкой «За поиск истины» он включён в 50 основных тем базовой программы по истории Canon van Nederland в нидерландских школах. Его портрет был размещён на 1000-гульденовой банкноте, которая была в обращении до введения евро.
В Хайфе именем Баруха Спинозы названы крутые ступени, ведущие напрямик в верхний город[неизвестный термин].

## Сочинения
- ок. 1660 «О Боге, человеке и его счастье»
- ок. 1662 «Трактат об усовершенствовании разума и о пути, которым лучше всего направляться к истинному познанию вещей»
- 1663 «Основы философии Декарта, доказанные геометрическим способом»
- 1670 «Богословско-политический трактат»
- 1677 «Политический трактат» (не окончен)
- 1677 «Этика, доказанная в геометрическом порядке и разделенная на пять частей»
- 1677 «Еврейская грамматика»

### Русские переводы
- Спиноза Б. Избранные произведения: в 2-х томах. Т. 1. — М.: Госполитиздат, 1957.
- Спиноза Б. Избранные произведения: в 2-х томах. Т. 2. — М.: Госполитиздат, 1957.
  - Спиноза Б. Сочинения. В 2-х томах. Т. 1 / Вступительная статья К. А. Сергеева. — Изд. 2-е. — СПб.: Наука, 1999. — 489 с. — (Слово о сущем). — 2050 экз. — ISBN 5-02-026750-3.
  - Спиноза Б. Сочинения. В 2-х томах. Т. 2 / Вступительная статья К. А. Сергеева. — Изд. 2-е. — СПб.: Наука, 1999. — 629 с. — (Слово о сущем). — 2050 экз. — ISBN 5-02-026751-1.
- Спиноза Б. Этика / Пер. с лат. Н. А. Иванцова. — СПб.: Аста-пресс ltd, 1993. — 248 с. — 5000 экз. — ISBN 5-85962-044-6.
- Спиноза Б. Богословско-политический трактат. — Харьков: Фолио, 2001. — 656 с., 5 000 экз.
- Спиноза Б. Трактат об очищении интеллекта / Пер. с лат. В. Н. Половцовой. — М.: Кушнерев и К°, 1914. — 188 с.
- Спиноза Б. Политический трактат. — Москва: Издательство Юрайт, 2021. — 110 с. — (Антология мысли). — ISBN 978-5-534-07488-8.

### Комментарии
1. ↑  Хуан де Прадо и, возможно, другие марраны — современники Спинозы — уже говорили о единстве Бога и природы. Подобное говорил и Джордано Бруно. Но никто раньше не пытался детально разобраться в  идеях такого рода или объяснить их последствия для человека[12]

### Сноски
1. 1 2 3 4 5  Соколов В. В. Спиноза // Новая философская энциклопедия / Ин-т философии РАН; Нац. обществ.-науч. фонд; Предс. научно-ред. совета В. С. Стёпин, заместители предс.: А. А. Гусейнов, Г. Ю. Семигин, уч. секр. А. П. Огурцов. — 2-е изд., испр. и допол. — М.: Мысль, 2010. — ISBN 978-5-244-01115-9.
2. ↑  Matthew Stewart. The Courtier and the Heretic: Leibniz, Spinoza, and the Fate of God in the Modern World. — W. W. Norton & Company, 2007-01-17. — С. 352. — ISBN 978-0-393-07104-7.
3. ↑  Simkins, James. "On the Development of Spinoza's Account of Human Religion". Intermountain West Journal of Religious Studies (2014). Дата обращения: 5 марта 2024. Архивировано 8 мая 2022 года.
4. 1 2 3 4  Спиноза // Малый энциклопедический словарь Брокгауза и Ефрона. — 2-е изд., вновь перераб. и значит. доп. — Т. 1—2. — СПб., 1907—1909.
5. ↑  История философии, 1941, с. 169.
6. ↑  Абоаб-да-Фонсека, Исаак бен-Давид // Еврейская энциклопедия Брокгауза и Ефрона. — СПб., 1908—1913.
7. ↑  Эмиль Эдмон Сессе, Еврейская философия, Одесса, издание книжного магазина Шермана, 1898 перевод с французского Бернштейн стр. 42
8. 1 2  Нечипуренко В. Н. Спиноза в зеркале еврейской философской и мистической традиции // Известия высших учебных заведений. Северо-Кавказский регион. Общественные науки. 2005, № 1. С. 13—21
9. ↑  3 интересных факта из биографии Бенедикта Спинозы. Вечерняя Москва. Дата обращения: 6 сентября 2024.
10. ↑  Эндель Мария Иосифовна. ≪Спиноза без малейшаго сумнения каббалиствует≫: о ранее неизвестном переводе на русский язык книги Иоганна Вахтера ≪Elucidarius cabbalisticus≫ (≪объяснение каббалы≫) XIX в // Вестник Православного Свято-Тихоновского гуманитарного университета. Серия 1: Богословие. Философия. Религиоведение. — 2018. — Вып. 77. — С. 100–117. — ISSN 1991-640X.
11. ↑  Гедалия Спинадель. Еретики и отлучения. Иудаизм и евреи. «Толдот Йешурун». Дата обращения: 13 мая 2016. Архивировано 14 мая 2016 года.
12. 1 2  Готлиб, 2020, с. 158.
13. ↑  Бенедикт Спиноза. Избранные произведения Том I. 1957
14. ↑  Спиноза, Бенедикт — статья из Стэнфордской философской энциклопедии
15. ↑  Warren Zev Harvey. Idel on Spinoza. Дата обращения: 24 мая 2011. Архивировано 5 марта 2016 года.
16. ↑  Под редакцией Ф. В. Константинова. Вахтер // Философская Энциклопедия. В 5-х т. — М.: Советская энциклопедия. — 1960—1970. // Философская Энциклопедия. В 5-х т. — М.: Советская энциклопедия. Под редакцией Ф. В. Константинова. 1960—1970.
17. ↑  «Богословско-политический трактат», гл. IX
18. ↑  Политические идеи Б. Спинозы в оценках советских обществоведов. Дата обращения: 5 ноября 2022. Архивировано 5 ноября 2022 года.
19. ↑  Истории, которые у нас не пишутся — Журнальный зал. Дата обращения: 17 сентября 2022. Архивировано 20 сентября 2022 года.
20. ↑  Макарова А. Л. Философско-религиозная проблематика в эпистолярном наследии П. И. Чайковского // Жизнь религии в музыке : Сборник статей. — СПб.: Северная звезда, 2012. — № 5. — С. 40—61. — ISBN 978-5-9050-4218-8.